# Осташковски рејон
Осташковски рејон (рус. Осташковский район) административно-територијална је јединица другог нивоа и општински рејон у северном делу Тверске области, на северозападу европског дела Руске Федерације.
Административни центар рејона је град Осташков. Према проценама националне статистичке службе Русије за 2014. на територији рејона је живело 23.042 становника или у просеку око 7,2 ст/км².
Један од најпознатијих објеката на територији рејона је мушки манастир Руске православне цркве Нилова испосница на језеру Селигер.

## Географија
Осташковски рејон налази се на подручју Валдајског побрђа на северу Тверске области и обухвата територију површине 3.202 км². Граничи се са Фировским и Кувшиновским рејоном на истоку, на југу је Селижаровски, а на западу Пеновски рејон. На северу се граничи са Новгородском облашћу. На острву Городомља у језеру Селигер налази се ЗАТО град Солњечни који има статус засебног градског округа у рангу са рејоном.
Рељефом рејона доминира пространо језерско подручје у чијем централном делу се налази језеро Селигер. Са површином од 212 км² Селигер је највећа природна језерска акваторија на територији целе Тверске области (језеро је моренског порекла). Поред Селигера постоје још и бројна мања језера од којих су највећа Дубоко, Сабро, Стерж, Сиг и Соњино. Из јужних делова језера Селигер отиче река Селижаровка, прва велика притока реке Волге.
На северозападу рејона код села Волговерховје налази се извориште најдуже европске реке Волге, а подручје око изворишта површине око 41.000 хектара заштићено је подручје под именом Извор Волге. Јужни делови рејона излазе на обале вештачког Горњоволшког језера.

## Историја
Осташковски рејон успостављен је 1929. године као административна јединица тадашњег Великолушког округа Западне области. У границама Калињинске (данас Тверске) области је од њеног оснивања 1935. године.

## Демографија и административна подела
Према подацима пописа становништва из 2010. на територији рејона је живело укупно 23.761 становника, док је према процени из 2014. ту живело 23.042 становника, или у просеку 7,2 ст/км². Готово 80% популације је живело у граду Осташкову који је уједно и административни центар рејона.
| 1959. | 1970. | 1979. | 1989. | 2002. | 2010.  | 2014.   |
| ----- | ----- | ----- | ----- | ----- | ------ | ------- |
| ---   | ---   | ---   | 8.921 | 7.357 | 23.761 | 23.042* |

Напомена: * Према процени националне статистичке службе, на пописима пре 2010. насеље Осташков је имало статус засебне јединице.
На подручју рејона постоји укупно 245 насељених места подељених на укупно 12 општина (11 сеоских и 1 градска).

## Саобраћај
Преко територије рејона пролази железничка пруга на релацији Бологоје—Великије Луки.